# Tevin Campbell (álbum)
Tevin Campbell es el cuarto y último álbum de estudio del cantante estadounidense Tevin Campbell hasta la fecha, publicado en 1999 por el sello Qwest Records. Incluye nuevas canciones, producidas por Steve J, Wyclef Jean, entre otros. Campbell publicó tres sencillos teniendo solo uno de ellos en el Billboard Hot 100, «Another Way». Los otros dos sencillos son «Losing All Control» y «For Your Love"».charts.

## Listado de canciones
| N.º | Título                                   | Duración |  |
| 1.  | «Another Way»                            | 4:55     |  |
| 2.  | «Never Again»                            | 3:44     |  |
| 3.  | «Since I Lost You»                       | 4:37     |  |
| 4.  | «For Your Love»                          | 6:28     |  |
| 5.  | «The Only One for Me (Don't Wanna Play)» | 6:03     |  |
| 6.  | «My Love Ain't Blind»                    | 4:37     |  |
| 7.  | «Everything You Are» (con Coko)          | 4:48     |  |
| 8.  | «Dandelion»                              | 6:28     |  |
| 9.  | «Losing All Control»                     | 4:34     |  |
| 10. | «Don't Throw Your Life Away»             | 5:18     |  |
| 11. | «Just Begun to Grow»                     | 2:18     |  |
| 12. | «Siempre Estaras En Mi (Dandelion)»      | 6:18     |  |